# Монтаж аттракционов
Монтаж аттракционов — режиссёрский метод, в котором объекты, идеи и символы показаны в столкновении, для того чтобы оказать интеллектуальное и эмоциональное воздействие на зрителя.
Автором метода является советский режиссёр театра и кино Сергей Эйзенштейн. В своей теории он предлагает новый приём театральной постановки — это свободный монтаж произвольно выбранных, самостоятельных воздействий (аттракционов), но с точной установкой на определённый конечный тематический эффект. Метод монтажа аттракционов даёт ощущение некоего толчка, побуждая зрителя к пониманию определённых идей и понятий.

## История
В 1923 году в журнале ЛЕФ вышла статья «Монтаж аттракционов». В ней режиссёр изложил новый театральный приём. Монтаж по Эйзенштейну — это метод компоновки фильма, при котором изображения расчленены на отдельные фрагменты и затем собраны в необходимом режиссёру порядке, чтобы достичь определённого ритмического эффекта. Эйзенштейн рассматривал монтаж как основание художественного кино. Аттракцион по Эйзенштейну — это «всякий агрессивный момент театра, то есть всякий элемент его, подвергающий зрителя чувственному или психологическому воздействию, опытно выверенному и математически рассчитанному на определённые эмоциональные потрясения воспринимающего». Его режиссёрский метод может быть охарактеризован как интеллектуальное и концептуальное сопоставление изображений, объектов и понятий, способных к достижению определённых эмоциональных и интеллектуальных эффектов у зрителя.

## Кино-монтаж по Эйзенштейну
Эйзенштейн полагал, что образ в фильме должен быть соединением различных кадров в такую структуру, в которой конфликт существует между его элементами. В основе любой структуры лежит монтаж. Эйзенштейн выделял пять приёмов кино-монтажа:
1. метрический монтаж, основанный на временной длине отрезков,
2. ритмический монтаж, основанный на ритме движения или внутрикадровой наполненности,
3. тональный монтаж — доминирующий эмоциональный тон становится основанием для редактирования фильма,
4. обертональный монтаж — синтез метрического, ритмического и тонального монтажа; этот монтаж скорее происходит до монтажа, чем в его процессе,
5. интеллектуальный монтаж; это разновидность обертонального монтажа, при котором на первое место выступают не физиологические обертоны, а обертоны интеллектуального порядка, но интеллектуальный монтаж выражает абстрактные идеи, создавая концептуальные отношения между монтируемыми отрезками, противопоставленные визуальному содержанию.

## Противник теории
Убеждённым противником теории был кинорежиссёр Андрей Тарковский. Он отвергал принцип «монтажа аттракционов», считая, что фильм — это выражение сущности мира, и создание фильма — это создание мира собственного. Главный момент в искусстве кино по мнению Тарковского — это кинематографический ритм, как движение внутри структуры фильма, а не временная последовательность кадров. Для Тарковского важной особенностью поэтического фильма являлся «ритм времени» — это процесс, при котором кадры спонтанно объединяются в самоорганизующуюся структуру. Для Эйзенштейна фильм был «нарезкой» кадров, в то время как для Тарковского это поток времени, определяющий методику работы над фильмом.